# Östra Abborrtjärnen (Dalby socken, Värmland)
Östra Abborrtjärnen är en sjö i Torsby kommun i Värmland och ingår i Göta älvs huvudavrinningsområde. Sjön är 6,1 meter djup, har en yta på 0,029 kvadratkilometer och är belägen 458 meter över havet.